# Fibra proteica
La fibra proteica è una fibra ottenuta a partire da sostanze proteiche naturali
rigenerate e stabilizzate mediante l'azione di agenti chimici. (sigla PR)
È detta anche fibra caseinica, perché prodotta a partire dalla caseina del latte.
In Italia venne scoperta nel 1935 da Antonio Ferretti e brevettata nell'anno seguente. Fu prodotta e lanciata sul mercato dalla Snia Viscosa negli anni a ridosso della II guerra mondiale con il nome commerciale di Lanital. Venne considerato come tipico prodotto autarchico, ritenuto succedaneo molto scadente della lana, soprattutto per la scarsa resistenza all'usura
Con la fine della guerra la Snia Viscosa tentò un rilancio di un prodotto migliorato con il nome commerciale di merinova ma la produzione venne dopo non molto tempo sospesa.
Dopo il 2000 alcune aziende italiane ripresero ad interessarsi delle fibre proteiche ottenendo filati che con opportune mischie con fibre di pregio, permettono di realizzare capi con caratteristiche di leggerezza, morbidezza, freschezza e luminosità, lanciando il nome commerciale di fibra di latte. Date le sue caratteristiche anallergiche ha trovato applicazione nella confezione di indumenti della prima infanzia, spesso in mischia con fibra modale per migliorare la resistenza all'usura.  Un nuovo campo di applicazione è stata la produzione di collezioni di capi (t-shirt, camicie ed abiti) rivolti alla gamma alta del mercato specialmente femminile per esaltare le caratteristiche di leggerezza, morbidezza, freschezza e luminosità, tollerata anche dalle pelli più delicate e derivata da una sostanza naturale come è il latte.
Anche in Germania vi è stata la riscoperta delle fibre proteiche e si è sviluppata una tecnologia molto attenta all'impatto ambientale per utilizzare la gran massa di latte non più adatto al consumo umano e destinata alla produzione di polimeri caseinici. Anche il mondo della moda,  ha prestato molta attenzione ai capi confezionati con fibra di latte.

## Denominazione negli U.S.A.
Le fibre proteiche, non solo da latte, ma anche da altre sostanze proteiche naturali come la soia, prendono il nome Azlon, mentre Aralac è il marchio del principale produttore.. Hanno avuto molta diffusione durante gli anni della seconda guerra mondiale.